# Blaricum
Blaricum  è un comune olandese di 8 962 abitanti situato nella provincia dell'Olanda Settentrionale.

## Storia

### Simboli
Lo stemma di Blaricum è stato concesso il 17 aprile 1897.